# Torre de Kirkhope

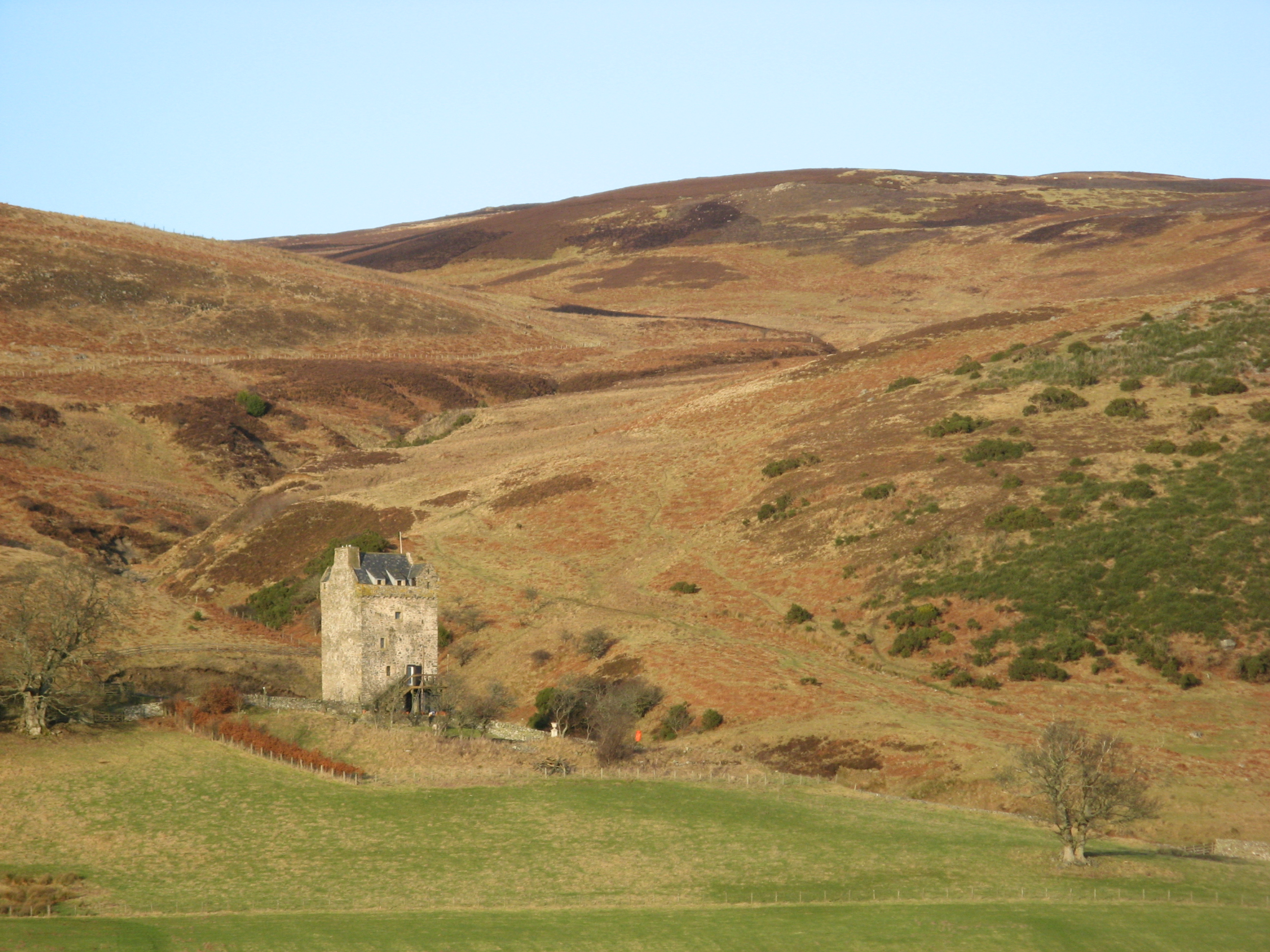
Torre de Kirkhope, Escócia.

A Torre de Kirkhope (em inglês:  Kirkhope Tower) é uma torre  localizada em Kirkhope, Scottish Borders, Escócia.

## História
A torre foi queimada em 1543 pelos Armstrong mas a atual não parece ser anterior ao ano de 1600.
Foi restaurada para uso habitacional em 1997.
Encontra-se classificado na categoria "A" do "listed building" desde 12 de março de 1971.